# Rio Anapu
Der Rio Anapu [ˌχiu‿anɐˈpu] ist ein etwa 460 km langer Fluss in Brasilien, der rund 90 Kilometer südlich von Anapu im brasilianischen Bundesstaat Pará entspringt. 

## Flusslauf
Der Fluss entwässert ein hügeliges Gebiet, das von dichtem tropischem Regenwald bedeckt ist. Ab etwa fünfzig Kilometer unterhalb der Quelle begleiten bewirtschaftetes Land und große gerodete Flächen die Ufer des Flusses, bis hin zur Gemeinde Anapu. Der Fluss bildet als Rio Anapu Alto mehrere Wasserfälle und Stromschnellen und weitet sich im Unterlauf zu einem See auf, der durch Engstellen in drei Teilbecken gegliedert ist (Baia de Pracaí, Baia de Caxiuana, Baia Pacajaí). Den sich nach scharfem Rechtsknick ins Hügelland verästelnden See verlässt der Fluss ostwärts und mündet gemeinsam mit dem Rio Pacajá bei der Stadt Portel in die Baía do Melgaço, einen See, der schon zum Gezeitenbereich der Meeresbucht Rio Pará gehört. 
Das nahezu auf Meeresniveau liegende Seebecken im Unterlauf des Rio Anapu wurde vor etwa 6000 Jahren vom aufsedimentierenden Amazonas im Zuge des nacheiszeitlichen Meeresspiegelanstiegs zurückgestaut, und der Anapu verlässt den See nun über die ehemalige Wasserscheide zum Rio Pacajá nahezu ohne Gefälle nach Osten. Vom See zweigen noch zwei weitere gezeitenbeeinflusste Wasserwege ab (Furo da Laguna nach Nordosten und Furo do Pacajaí nach Südosten). Sie trennen damit zwei große Inseln ab; die Ilha da Laguna links des Anapú und rechtsufrig die Ilha grande do Pacajaí. Über den Furo da Laguna erreicht gelegentlich auch Hochwasser des Amazonas den Rio Anapú, der damit temporär in dessen Flusssystem einbezogen ist.

## Die größten Zuflüsse
Aus: Kümmerly+Frey Rand McNally: Internationaler Atlas. Herausgegeben von Georg Westermann Verlag ISBN 3-07-508962-1
- Rio Tueré (rechts)
- Rio Pracaí (links)